# Amelis van den Bouckhorst

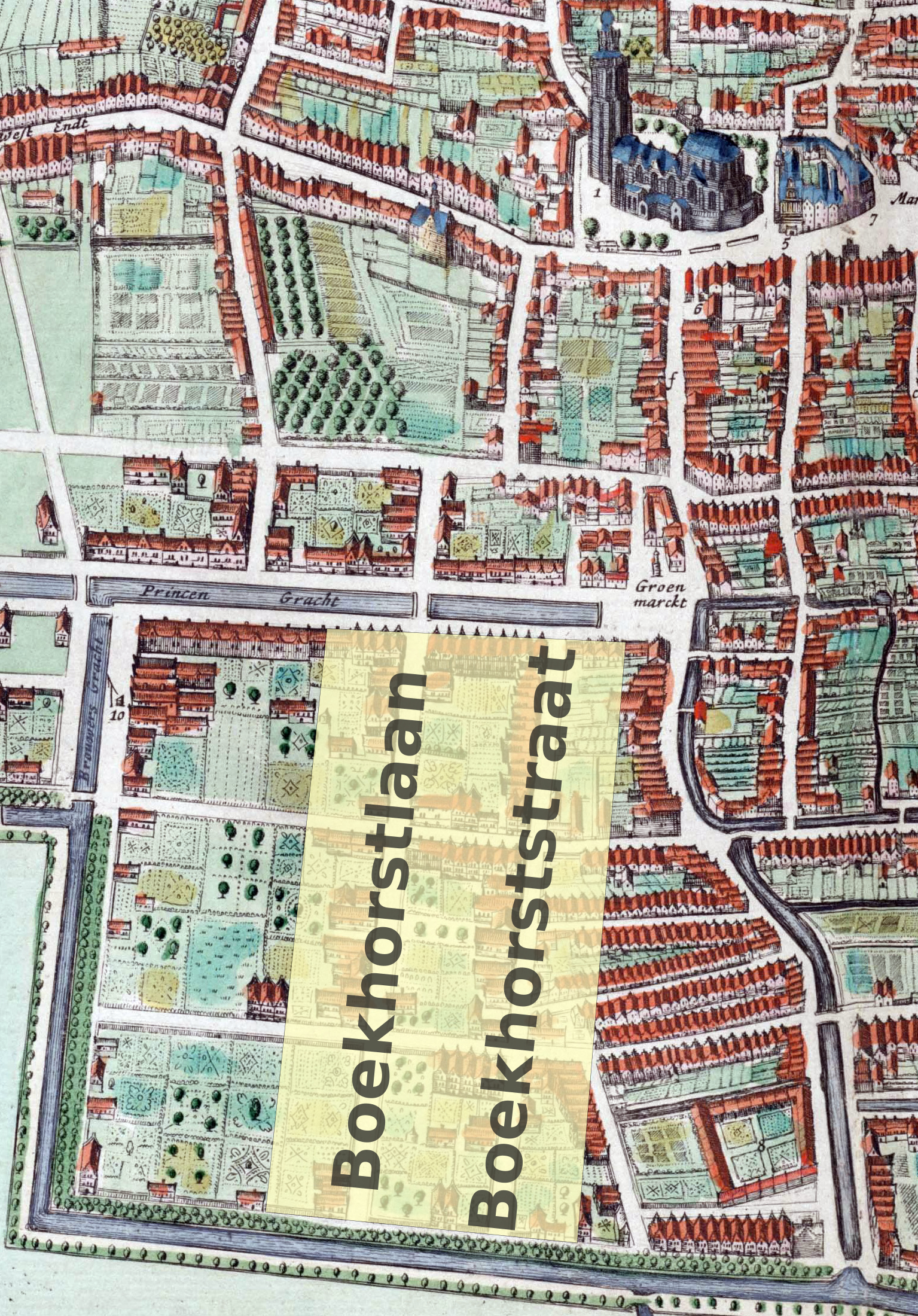
Het uitgestrekte Haagse grondbezit van Amelis van den Bouckhorst: Boekhorststraat en Boekhorstlaan, 1649. De Boekhorstlaan heet tegenwoordig Lange Beestenmarkt (Kaart vervaardigd door Joan Blaeu, uit de Atlas van Loon)

Amelis van den Bouckhorst (± 1540 - Den Haag, 1603) was edelman en Haagse grootgrondbezitter in de 16e eeuw, die in het (huidige) centrum van Den Haag grote lappen grond in eigendom had. De Boekhorststraat in Den Haag is naar hem vernoemd.

## Biografie
Amelis van den Bouckhorst stamde uit een oud adellijk geslacht. Hij was de jongste zoon van Adriaan van den Bouckhorst en Engel Beatrix van Uten Engh. Van den Bouckhorst was raadsheer bij de Hoge Raad van Holland, Zeeland en West-Friesland en hoogheemraad van Rijnland. Amelis had drie broers: Barend, die kanunnik in Utrecht werd, Cornelis, een adviseur van Willem van Oranje en Floris, een priester jezuïet. Amelis van den Bouckhorst was onder meer verwant aan de adellijke geslachten Van der Duyn, Bakenesse, Beieren-Schagen en Duvenvoirde. Via twee voorouders stamde hij af van een lid van het Huis van Holland, zij het via bastaardtakken. Amelis van den Bouckhorst trouwde met Alijd Claesdochter van der Duyn. Hun zoon Nicolaes (Claes) van der Bouchorst werd diplomaat en lid van de Staten-Generaal van de Nederlanden en trouwde in 1609 met Anna van der Noot, dochter van Engelbert van der Noot, hofmeester van Willem van Oranje.
Amelis van den Bouckhorst stierf in 1603 en werd begraven in de Grote of Sint-Jacobskerk.